# Back (skrovdel)

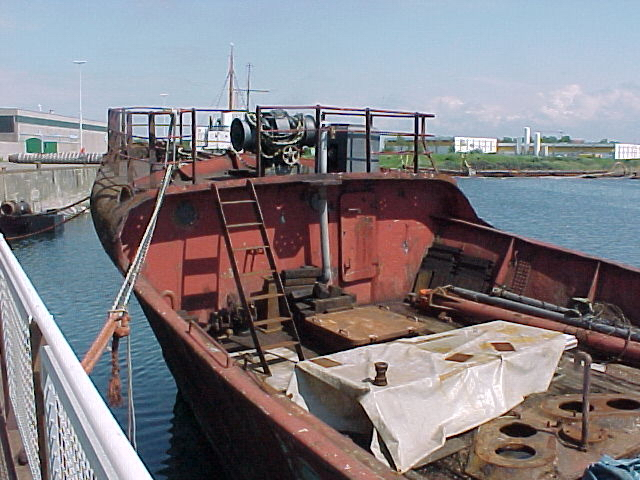
Back

Back benämns på båtar och fartyg den främre delen av fördäck. Backen kan vara byggd i en högre nivå än däcket i övrigt. På ett segelfartyg betecknas i regel  utrymmet för om främsta masten back. Under backen befann sig i äldre tider skansen, som var manskapets utrymme med kojer samt förpiken, förvaringsplats för segel.
På äldre fartyg kallades det också för förkastell.